# 릿다 전쟁
릿다 전쟁(Ridda Wars, 아랍어: حُرُوْبُ الرِّدَّةِ, lit. 'Apostasy Wars')은 제1대 칼리프 아부 바크르가 반항적인 아라비아 부족을 상대로 시작한 일련의 군사 작전이었다. 이 전쟁은 632년 이슬람의 예언자 무함마드가 죽은 직후에 시작되어 이듬해에 라시둔 칼리파국이 모든 전투에서 승리하면서 끝났다. 이 전쟁은 아라비아에 대한 칼리프의 통제권을 확보하고 초기의 명성을 회복했다.
무함마드의 생애 동안 많은 아랍 반군이 스스로를 선지자라고 선언했다. 632년 6월 무함마드가 죽은 후, 아부 바크르(Abu Bakr)가 사키파(Saqifah) 무슬림 공동체의 칼리프로 선출되었다. 다음날 그는 비잔틴 시리아로의 성공적인 탐험을 시작했다. 그러는 동안 아라비아에서는 자칭 예언자들이 아부 바크르에 대해 해악을 끼치고 반란을 일으키기 시작했다. 칼리프에 대한 첫 번째 공격은 칼리프의 수도인 메디나를 점령하기 위해 군대를 준비한 툴라이하(Tulayha)에 의해 이루어졌다. 툴라이하의 군대가 주키사(Zhuqissa)에서 무너짐에 따라 이것은 큰 실패였다. 전투에서 툴라이하는 후퇴하고 아브라크와 부자카에서 무슬림을 다시 공격했지만 둘 다 실패한 시도였다. 패배 후, 툴라이하는 무슬림이 되었지만, 이것이 자칭 예언자들의 등장을 막기에는 충분하지 않았다.
632년 9월 바누 아즈드의 추장 라퀴트는 오만을 공격할 군대를 준비했다. 그러나 후다이파 사령관의 군대는 라키트와 그의 군대를 격파했다. 다음 달에는 북부 아라비아와 예멘에서 공격이 있었지만 쉽게 패배했다. 몇 달 후 바누 하니파의 추장 무사일리마는 40,000명의 군인을 거느리고 야마마 전투에서 사망했다. 마지막 대규모 공격은 633년 1월 하드라마우트의 강력한 킨다 부족에 의해 이루어졌다. 아부 바크르가 아라비아의 모든 부족을 성공적으로 통합하면서 이 작전은 633년 6월에 끝났다.
라시둔 칼리프국은 반군 부족을 물리쳐 통제권을 확보했다. 역사가들은 이러한 군사 작전을 아부 바크르의 가장 큰 정치적, 군사적 승리로 간주한다. 이 전쟁은 또한 위대한 전술가이자 기병대 사령관으로서 칼리드 이븐 알 왈리드의 명성을 확고히 했다. 사건을 자세히 재구성하는 것은 일차 자료에서 자주 발견되는 모순되고 편향된 설명으로 인해 복잡해진다.

## 같이 보기
- 자힐리야